# Galina Kulakova
Galina Kulakova (née le 29 avril 1942) est une ancienne fondeuse soviétique.

## Jeux olympiques
- Jeux olympiques d'hiver de 1968 à Grenoble  France:
  -  Médaille d'argent sur 5 km.
  -  Médaille de bronze en relais 3 × 5 km.
- Jeux olympiques d'hiver de 1972 à Sapporo  Japon:
  -  Médaille d'or sur 5 km.
  -  Médaille d'or sur 10 km.
  -  Médaille d'or en relais 3 × 5 km.
- Jeux olympiques d'hiver de 1976 à Innsbruck  Autriche:
  -  Médaille d'or en relais 4 × 5 km.
  -  Médaille de bronze sur 10 km.

Sa médaille de bronze au 5 km lui est retirée à la suite d'un contrôle positif à l'éphédrine.
- Jeux olympiques d'hiver de 1980 à Lake Placid  États-Unis:
  -  Médaille d'argent en relais 4 × 5 km.

## Championnats du monde
- Championnats du monde de ski nordique 1970 à Vysoke Tatry  Tchécoslovaquie:
  -  Médaille d'or sur 5 km.
  -  Médaille d'or en relais 3 × 5 km.
  -  Médaille de bronze sur 10 km.
- Championnats du monde de ski nordique 1974 à Falun  Suède:
  -  Médaille d'or sur 5 km.
  -  Médaille d'or sur 10 km
  -  Médaille d'or en relais 4 × 5 km.
- Championnats du monde de ski nordique 1978 à Lahti  Finlande:
  -  Médaille de bronze en relais 4 × 5 km.
- Championnats du monde de ski nordique 1980 à Falun  Suède:
  -  Médaille d'argent sur 20 km.
- Championnats du monde de ski nordique 1982 à Oslo  Norvège:
  -  Médaille d'argent en relais 4 × 5 km.